# Lophocateres pusillus
Lophocateres pusillus är en skalbaggsart som först beskrevs av Johann Christoph Friedrich Klug 1833.  Lophocateres pusillus ingår i släktet Lophocateres, och familjen flatbaggar. Arten förekommer tillfälligt i Sverige, men reproducerar sig inte.

## Bildgalleri

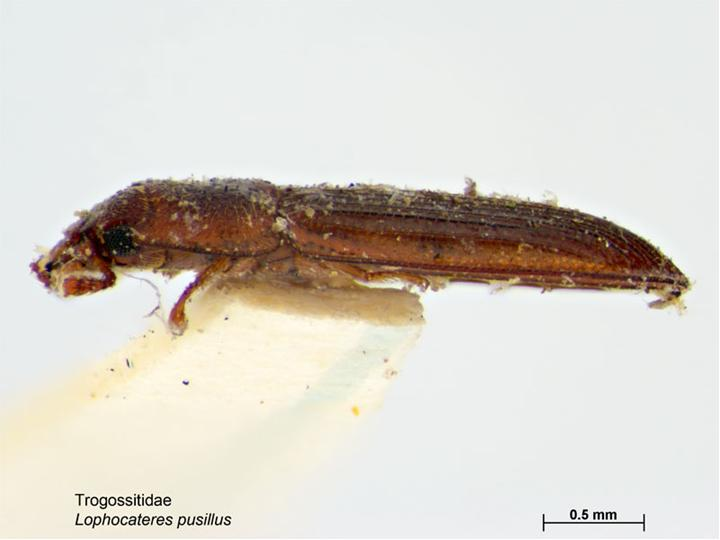